# Hội chứng mất đoạn 1q21.1
Hội chứng mất đoạn 1q21.1 là một quang sai hiếm gặp của nhiễm sắc thể số 1. Một tế bào người có một cặp nhiễm sắc thể giống hệt nhau trên nhiễm sắc thể số 1. Với hội chứng mất đoạn 1q21.1, một nhiễm sắc thể của cặp này không hoàn thành, vì một phần của chuỗi nhiễm sắc thể bị thiếu. Một nhiễm sắc thể có chiều dài bình thường và cái còn lại quá ngắn.
Trong 1q21.1, '1' là viết tắt của nhiễm sắc thể số 1, 'q' là viết tắt của nhánh dài của nhiễm sắc thể và '21.1' là viết tắt của phần cánh tay dài trong đó phần mất được đặt.
Hội chứng là một dạng của biến thể số bản sao 1q21.1 và nó là một phần bị mất trong khu vực xa của phần 1q21.1. CNV (Sao chép biến thể số) dẫn đến một biến rất kiểu hình, và các biểu hiện ở cá nhân là khá thay đổi. Một số người mắc hội chứng có thể hoạt động một cách bình thường, trong khi những người khác có triệu chứng chậm phát triển tâm thần và dị thường thể chất khác nhau.
Mất đoạn 1q21.1 là một tình trạng nhiễm sắc thể rất hiếm. Chỉ có 46 cá nhân bị mất này đã được báo cáo trong tài liệu y khoa tính đến tháng 8 năm 2011.

## Quản lý
Điều trị nguyên nhân: Do nguyên nhân di truyền, không thể điều trị nguyên nhân.
Điều trị các biểu hiện: điều trị thường quy các phát hiện nhãn khoa, tim và thần kinh; lời nói, liệu pháp nghề nghiệp và vật lý trị liệu khi thích hợp; chương trình học chuyên ngành để đáp ứng nhu cầu cá nhân;  thuốc chống động kinh hoặc thuốc chống loạn thần khi cần thiết.
Giám sát: chăm sóc nhi khoa định kỳ; đánh giá phát triển thường xuyên;  giám sát các vấn đề y tế được xác định cụ thể.

## Tỷ lệ
Tính đến tháng 10 năm 2012, Độc nhất, một nhóm rối loạn nhiễm sắc thể hiếm gặp trên thế giới và đăng ký, đã có 64 trường hợp được xác nhận di truyền về việc mất này trên toàn thế giới.

## Nguyên nhân
Hội chứng TAR (Giảm lượng tiểu cầu với bán kính vắn mặt) là kết quả của việc mất một đoạn DNA khác, nhỏ hơn trong nhiễm sắc thể 1q21. 1 vùng gần khu vực xảy ra mất đoạn 1,35 Mb. Sự thay đổi nhiễm sắc thể liên quan đến hội chứng TAR thường được gọi là mất đoạn 200 kb.